# Crassispira adana
Crassispira adana é uma espécie de gastrópode do gênero Crassispira, pertencente à família Pseudomelatomidae.